# Bomarion achrostum
Bomarion achrostum är en skalbaggsart som beskrevs av Dilma Solange Napp och Martins 1982. Bomarion achrostum ingår i släktet Bomarion och familjen långhorningar. Inga underarter finns listade.